# Хабаровская улица (Москва)
Хаба́ровская у́лица — улица Москвы в районе Гольяново Восточного административного округа. Проходит от Щёлковского шоссе до границы города в районе пересечения с МКАД.

## Название
В 1970 году присвоено название Красноярская улица — по Красноярску, краевому центру в России. Ныне это название носит другая улица. В 1985 году  была переименована в улицу Черненко в честь умершего в том же году генерального секретаря ЦК КПСС Константина Устиновича Черненко. В 1989 году, на волне переоценки советским политическим руководством многих своих высокопоставленных руководителей, улица была вновь переименована. Поскольку старое название было уже отдано соседней улице, возникшей в городе во время действия названия в честь Черненко, для рассматриваемой было подобрано новое название — Хабаровская улица — по Хабаровску, также краевому центру в России.

## Описание
Хабаровская улица проходит от Щёлковского шоссе на север как продолжение 16-й Парковой улицы. Слева примыкает Байкальская улица, затем дорогу пересекает Алтайская улица. В месте примыкания Уссурийской улицы слева бульвар заканчивается, две проезжие части переходят в одну. Перед развязкой с МКАД имеется кольцо, в центре которого расположена отстойно-разворотная площадка автобусов «Камчатская улица», с прилегающими слева Камчатской и Курганской улицами и справа — с Красноярской улицей. После этого улица поворачивает на северо-восток и проходит до 103-го километра МКАД, продолжаясь далее как подъездная тупиковая дорога в кварталах Лосиный, Луговой, Абрамцево и Хомутово города Балашихи Московской области.
От начала и до Уссурийской улицы имеет по две полосы движения в каждую сторону, разделённые бульваром. От Уссурийской улицы до развязки с МКАД имеет одну проезжую часть по одной полосе движения в каждую сторону.

## Примечательные здания и сооружения
- № 6 — жилой дом. Здесь жил советский физик и физикохимик, академик Яков Зельдович[1].
- № 10/30 — жилой дом. Здесь жил Герой Советского Союза Пётр Хохлов[2].

На улице напротив дома № 9 6 сентября 2019 году был открыт сквер, ставший доминантой микрорайона. Здесь обустроили современные спортивные площадки и детские игровые зоны, велопарковки, зону спокойного отдыха. Работы по благоустройству объекта проводились в рамках программы по созданию комфортных условий городской среды «Мой район».

## Общественный транспорт

### Автобусы
- 171: от Камчатской улицы до Байкальской улицы и обратно.
- 223, 257, н3: от Камчатской улицы до Уссурийской улицы и обратно.
- 735, 884: по всей длине улицы.
- 557, т32, т41, т83: от Уссурийской улицы до Щёлковского шоссе и обратно.